# Desmoscolex americanus
Desmoscolex americanus är en rundmaskart som beskrevs av Benjamin G. Chitwood 1936. Desmoscolex americanus ingår i släktet Desmoscolex och familjen Desmoscolecidae. Inga underarter finns listade i Catalogue of Life.